# 昭和村 (熊本県)
昭和村（しょうわむら）は、かつて熊本県八代郡に存在していた村。1956年に八代市に編入されて消滅した。

## 歴史
- 1928年（昭和3年）9月14日 - 千丁村の一部が分離し昭和村が発足。
- 1949年（昭和24年）6月1日 - 村内に昭和天皇の戦後巡幸。日本農友会実習所で干拓地の農業を視察[1]。
- 1956年（昭和31年）4月1日 - 八代市に編入され消滅。

## 学校
- 昭和村立昭和小学校